# Hala Elkoussy
Hala Elkoussy, née en 1974, est une artiste et réalisatrice égyptienne.

## Biographie
Elkoussy est née au Caire en 1974.
Après des études à l’Université américaine au Caire, et une maîtrise du Goldsmith College de Londres en 2002, Hala Elkoussy se consacre à la photographie et à la production de courts métrages expérimentaux qui sont présentés dans des lieux de création contemporaine à travers le monde : la Biennale d'Istanbul, la Tate Modern, le Centre Georges Pompidou ou le Festival international du film de Rotterdam. Elle entre en résidence en 2006 à l’Académie royale des beaux-arts d'Amsterdam. Elle reçoit le prix Abraaj Capital Art à Dubaï en 2010. Elle publie en 2013 un journal photographique sur la vie urbaine après la Révolution égyptienne.
Son premier film, Cactus Flower, sort en 2017,,. Ses œuvres intégrent la collection du Tate Museum, en Angleterre, et d'Art Jameel, en Arabie saoudite. Son film East of Noon, est projeté en 2024 à la Quinzaine des réalisateurs du Festival de Cannes 2024, « une Shéhérazade dans une Égypte moderne fantasmée, entre rêve, révolte et répression »,,.